# Bronz-aluminiu

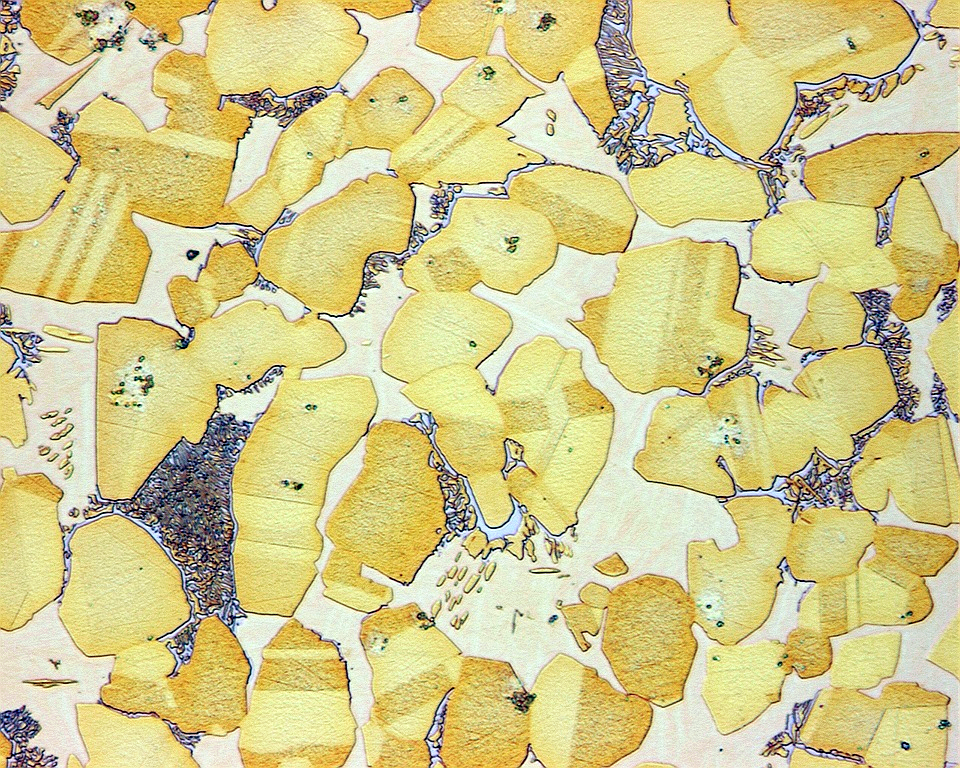
Bronz-aluminiu mărit la microscop de 500 de ori

Bronz-aluminiu-ul este un aliaj de cupru și aluminiu, uneori conținând mici cantități de mangan sau nichel. Are culoarea galbenă și este rezistent la uzură. 